# Ordinul toscan

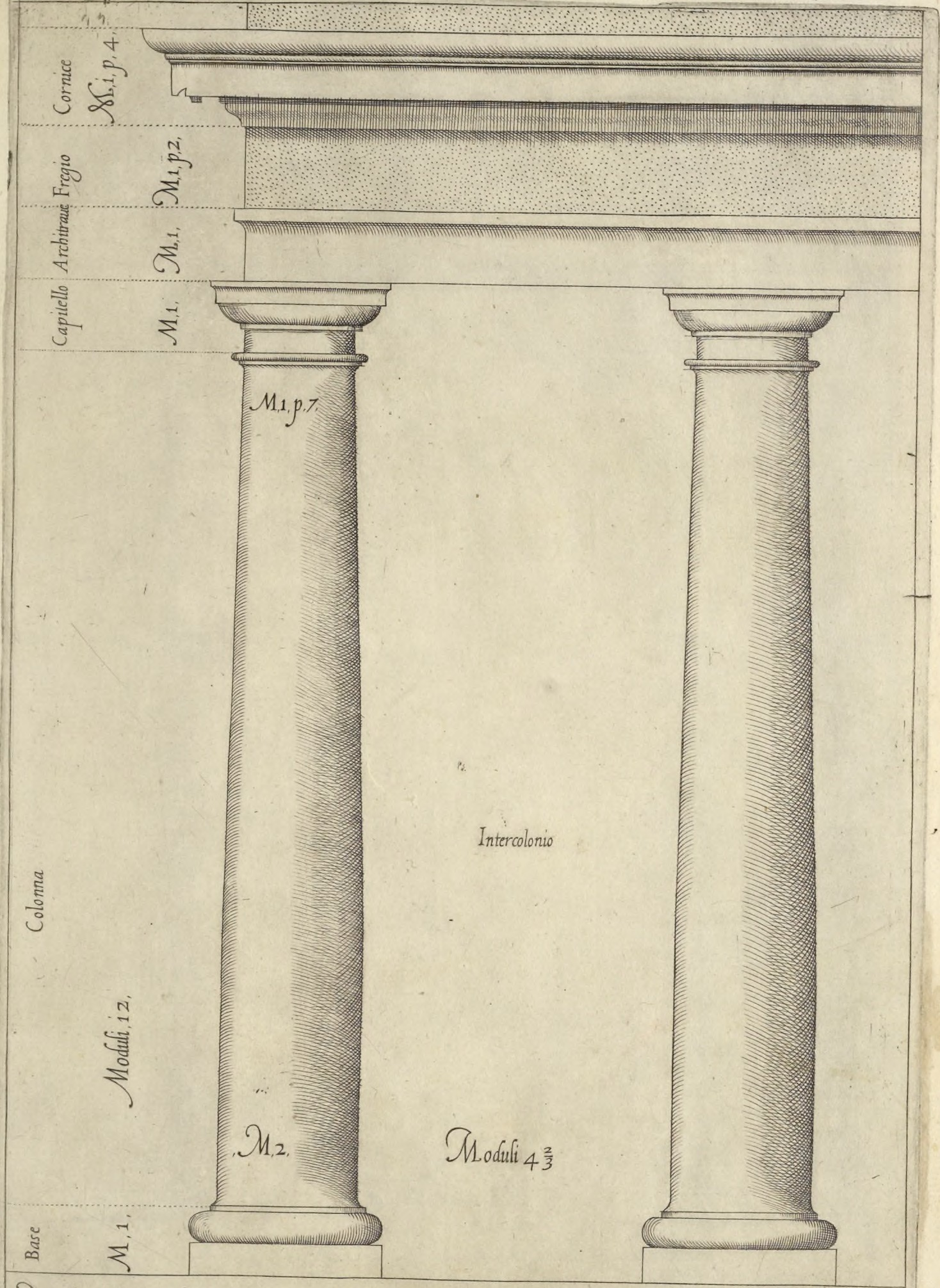
Ordinul toscan ilustrat în Regola delli cinqve ordini d'architettvra (1563), de Giacomo Barozzi da Vignola

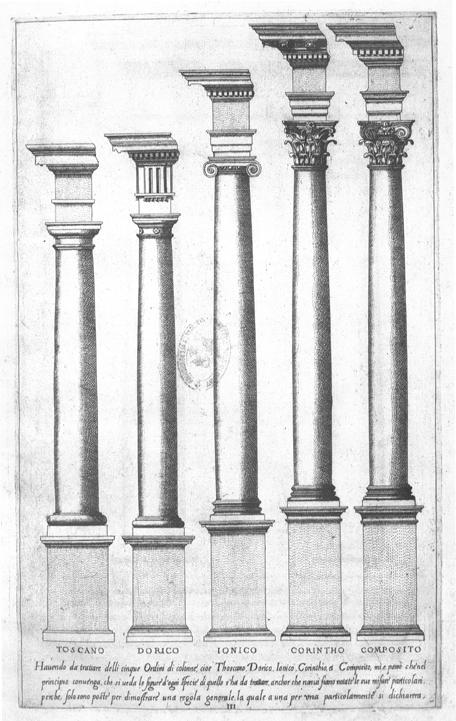
Cele cinci ordine, gravură din Regola delli cinque ordini d'architettura a lui Vignola (1562), ordinul toscan fiind în stânga

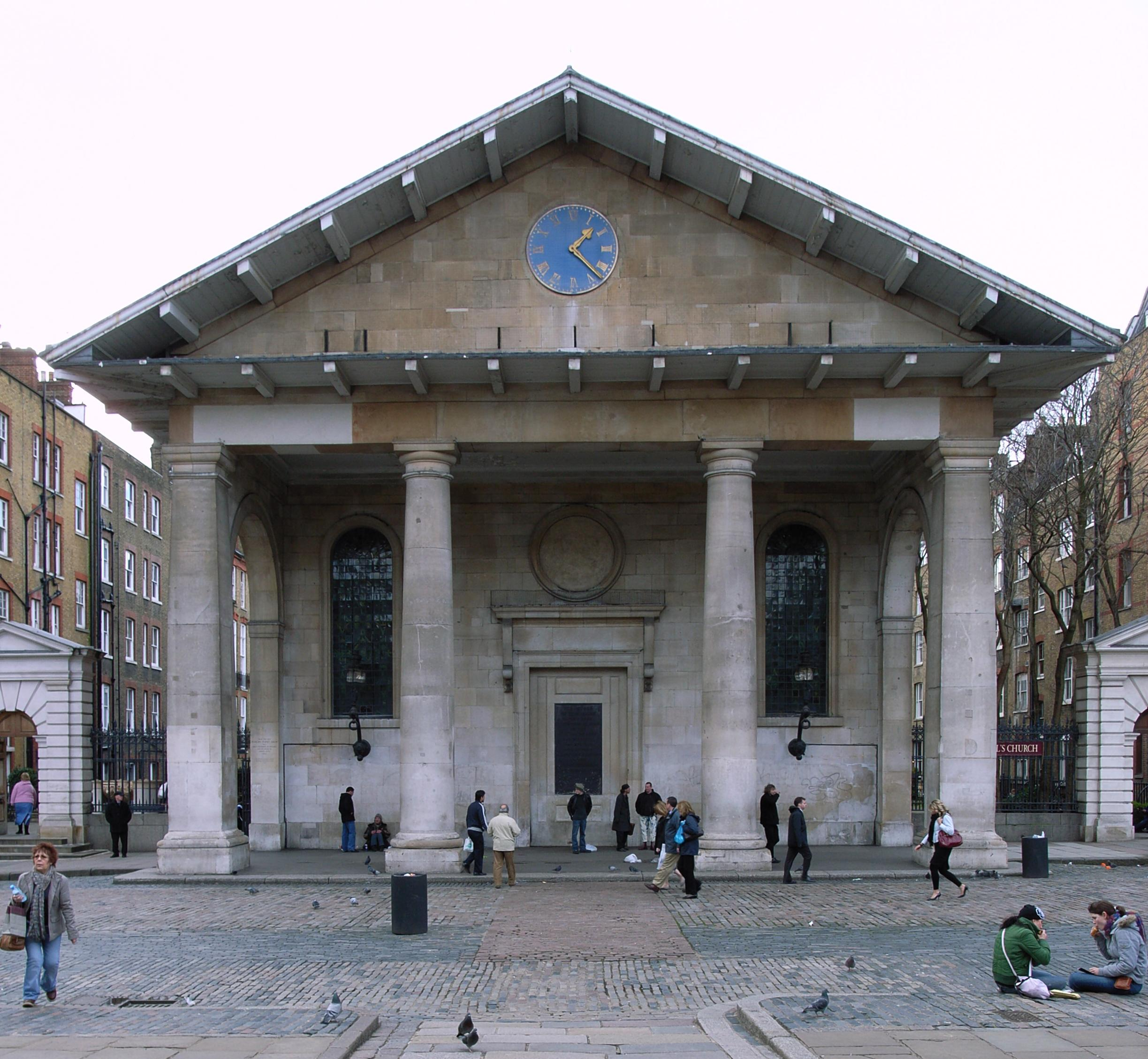
Biserica actorilor de Inigo Jones (1633), „cel mai chipeș hambar din Anglia”

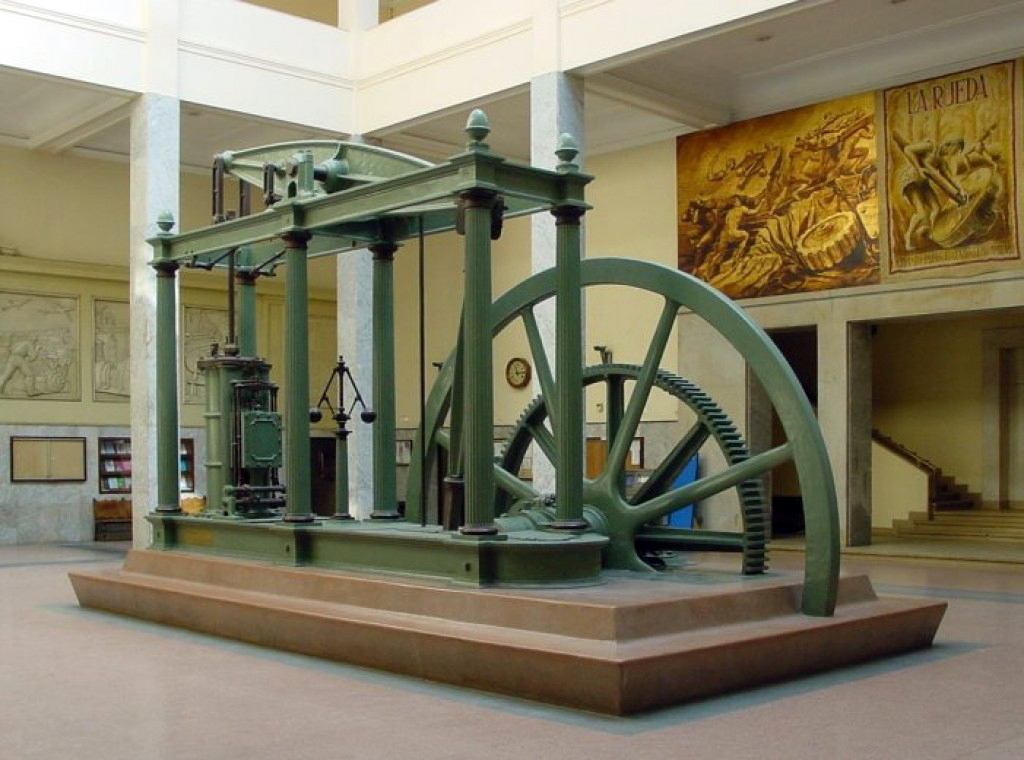
Un motor cu aburi de tipul Watt, decorat cu coloane toscane (1859)

Ordinul toscan (latină Ordo Tuscanicus sau Ordo Tuscanus, însemnând „ordin etrusc”) este unul dintre cele două ordine clasice dezvoltate de romani, celălalt fiind ordinul compozit. E influențat de ordinul doric, dar nu coloanele nu sunt canelate, iar antablamentul e mai simplu, fără triglife sau gute. În timp ce coloane relativ simple, cu capiteluri rotunde, făcuseră parte din arhitectura vernaculară a Italiei și a unei mari părți a Europei cel puțin de la arhitectura etruscă încoace, romanii nu considerau stilul ăsta ca fiind un ordin arhitectural diferit (de exemplu, arhitectul roman Vitruvius nu l-a inclus alături de descrierile sale despre ordinele grecești doric, ionic și corintic). Clasificarea sa ca un ordin formal separat este menționată pentru prima dată în Etimologiile lui Isidore din Sevilla și rafinată în timpul Renașterii italiene.
Sebastiano Serlio a descris cinci ordine, inclusiv un „ordin toscan”, „cel mai solid și cea mai puțin ornamentat”, în a patra sa carte din Regole generali di architettura sopra le cinque maniere de gli edifici (1537). Chiar dacă Fra Giocondo a încercat o primă ilustrare a unui capitel toscan în ediția sa tipărită al lui Vitruvius (1511), a arătat capitelul cu o ornamentație cu ove care aparține ionicului. „Cel mai rustic” ordin toscan al lui Serlio a fost ulterior delimitat cu atenție de Andrea Palladio.
În simplitatea sa, ordinul toscan este văzută ca similar cu ordinul doric, și totuși, în proporțiile sale per total, coloana și antablamentul mai simple, urmează raporturile ionice. Ordinul ăsta puternic a fost considerată cel mai potrivit în arhitectura militară, în docuri și depozite. Serlio l-a găsit-o „potrivit pentru locuri fortificate, cum ar fi porțile orașului, fortărețele, castelele, tezaurele sau unde se păstrează artilerie și muniție, închisori, porturi maritime și alte structuri similare folosite în războaie”.

## Scrierile italiene despre arhitectură
Din perspectiva lor, ordinul toscan a fost o formă arhitecturală italică primitivă mai veche, care a precedat ordinele grecești doric și ionic.  La fel ca toată teoria arhitecturală a Renașterii, în Vitruvius au fost căutate precedente pentru un ordin toscan, care nu îl include printre cele trei ordine canonice, ci periferic, în discuția sa despre templul etrusc (cartea iv, 7.2-3). Ulterior, practica romană a ignorat ordinul toscan, și la fel a făcut și Leon Battista Alberti în De re aedificatoria (cu puțin înainte de 1452).
După interpretarea lui Vitruvius a lui Serlio (care nu oferă nicio indicație asupra capitalului coloanei), în ordinul toscan coloana avea o bază mai simplă - circulară, mai degrabă decât pătrată ca în celelalte ordine, unde Vitruvius era urmărit, iar coloana era necanelată, în timp ce atât capitalul cât și antablamentul erau nedecorate. Proporția modulară a coloanei a fost 1:7 la Vitruvius, iar în ilustrația lui Palladio pentru comentariul lui Daniele Barbaro despre Vitruvius), în Cinque ordini d'architettura (1562) al lui Vignola și în I quattro libri dell'architettura al lui Palladio (1570). Numai Serlio oferă o proporție mai mare de 1:6.
Palladio era în esență de acord cu Serlio:
Toscanul, fiind beut, e rar folosit deasupra solului, cu excepția clădirilor de un etaj, ca hambarele de vile sau în structuri uriașe ca amfiteatre și altele, care, având multe ordine, pot să ia ordinul toscan înn locul doricului, sub ionic.
Spre deosebire de ceilalți autori, Palladio a găsit precedente romane, dintre care a numit Arena din Verona și Arena din Pula, ambele, James Ackerman evidențiază, sunt clădiri arcuite care nu prezintă coloane sau antablamente. O caracteristică izbitoare este friza sa rustică, care se sprijină pe un antablament perfect simplu.
Exemple de folosire a ordinului sunt Palazzo Massimo alle Colonne din Roma, de Baldassarre Peruzzi, 1532-1536, și porticul pronaos al bisericii Santa Maria della Pace adăugat de Pietro da Cortona (1656-1667).

## Răspândirea ulterioară
O biserică relativ rară în ordinul toscan este Biserica actorilor (cunoscută și ca „St Paul's, Covent Garde”), de Inigo Jones (1633). Conform unei povești repetate adesea, consemnată de Horace Walpole], Lord Bedford i-a dat lui Jones un buget foarte mic și i-a cerut o biserică simplă „nu cu mult mai bună decât un hambar”, la care arhitectul a răspuns „Atunci o să ai cel mai frumos hambar în  Anglia“. Christ Church din Spitalfields, în Londra (1714–29) de Nicholas Hawksmoor, folosește ordinul toscan în exterior și pe cel corintic în interior.
Ordinul toscan e des folosit pentru uși și alte intrări unde e nevoie de doar o pereche de coloane, iar folosirea unui alt ordin ar putea să arate pompos.

## Vezi și
- Ordin clasic

## Legături externe
- Materiale media legate de Ordinul toscan la Wikimedia Commons
- „Buffalo ca un Muzeu Arhitectural” Arhivat în 10 octombrie 2004, la Wayback Machine.: Toscan